# Paul Kley
Paul Kley (* 2. April 1904, Weimar; † 1985, Spanien) war ein deutscher Jazz- und Unterhaltungsmusiker (Klarinette, Altsaxophon) und Bandleader.

## Leben
Paul Kley spielte Ende der 1920er-Jahre in Berlin im Regina-Palast; ab 1928 entstanden für das Plattenlabel Artiphon (und dessen Untermarken) Aufnahmen als Regina-Orchester, die teilweise Hot-Jazz-beeinflusst waren („Gonna Get a Girl“). Ab den frühen 1930er-Jahren tourte er in Europa und trat mit seinem Orchester an Bord von Überseedampfern auf. Im Oktober und November 1933 war er im Hamburger Café Heinze am Millerntor engagiert, danach u. a. auf dem Dampfer Reliance der Hamburg-Amerika-Linie. Kley spielte außerdem mit seinem Orchester in den 1930er-Jahren für die Label Tempo und Brillant-Special weitere Schallplatten ein, meist Tanz- und Unterhaltungsmusik wie „Komm tanz mit mir Swing-Time“ (Tempo, 557, mit Rolf Böhme, Gesang), „Die verliebte Harmonika“ (Will Glahé) und „La Cucaracha“ (Tempo 643), Schlager wie „Zum glücklich sein gehört nicht ’ne Million“ (Tempo 556, mit Erwin Hartung) und auch Jazz-orientierte Nummern wie „Step Boys“ von Edmund Kötscher und „Goody, Goody“ (Mercer/Malneck).
Nach dem Zweiten Weltkrieg war er beim Süddeutschen Rundfunk in Heidelberg als „Leitung des Schallarchivs und vertretungsweise Tätigkeit als Spielleiter Musik, Planung und Durchführung öffentlicher Veranstaltungen“ angestellt (1950–1969), u. a. Spielleitung Heidelberger Blumentage in den 1950er Jahren.